# Александроулі

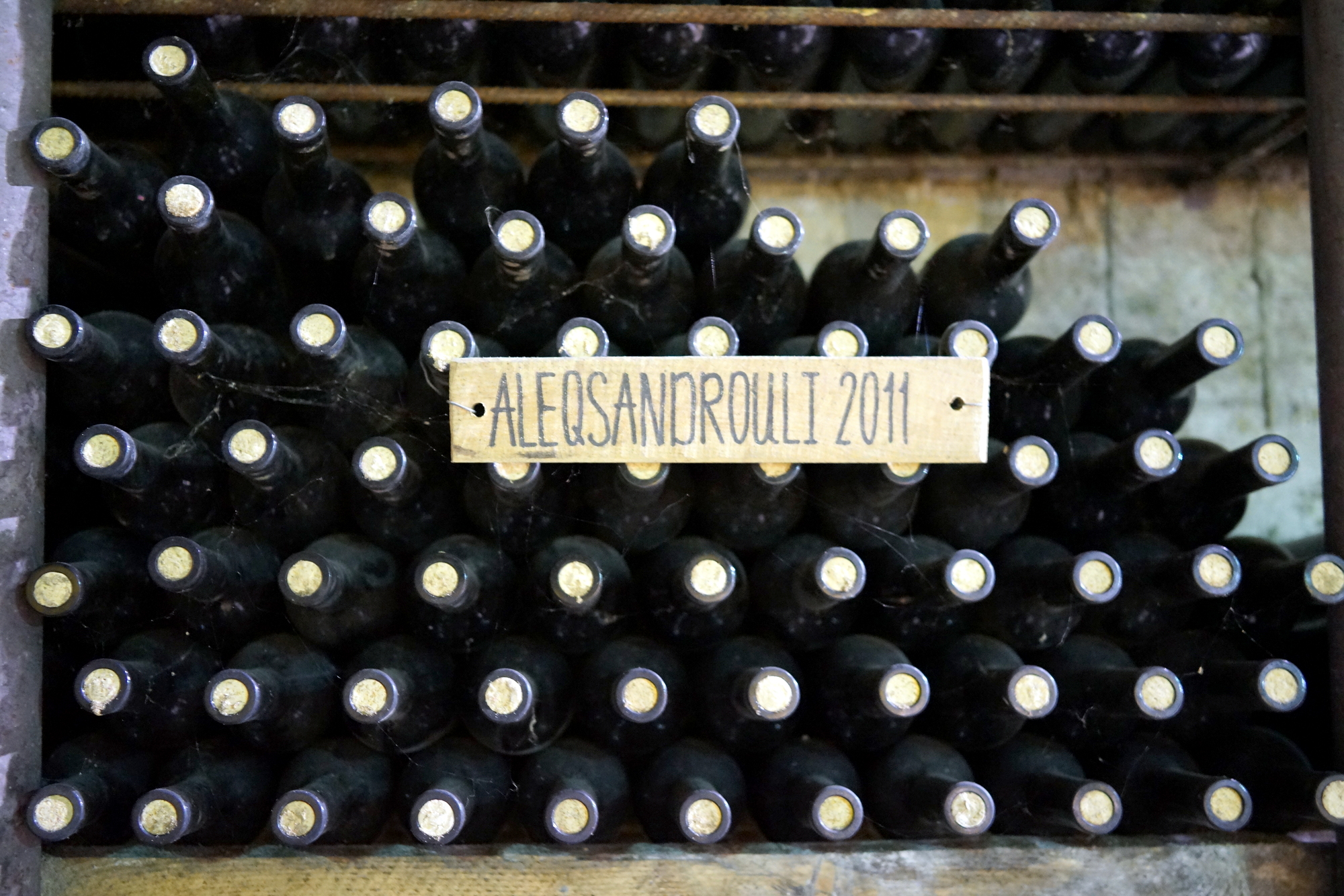
Александроулі

Александроулі — рача-лечхумський (Грузія) технічний сорт червоного винограду.

## Історія
Сорт має давню історію. Походить з колхідської зони виноградного сортоутворення.

## Розповсюдження
Сорт є автохтонним у Грузії та вирощується у цій країні, здебільшого біля поселення Хванчкара, де виробляють однойменне вино.

## Характеристика сорту
Сорт середньопізнього строку достигання. Кущ росте з середньою інтенсивністю, дає гарне визрівання пагонів і урожай 60-70 ц/га. Вміст цукру високий — до 27 %. Відмінні риси Александроулі: матові сильноопушені листя; гіллясті або лопатеві грона; чорні круглі ягоди, рясно вкриті нальотом кутину; злегка хрустка м'якоть ягід. Сорт чутливий до борошнистої роси, стійкий до філоксери. Найкращі врожаї отримують на кам'янистих та вапнякових ґрунтах з достатньою кількістю опадів.

## Характеристика вина
Александроулі використовується для приготування якісних природно-солодких. З цього сорту виготовляється природно-солодке вино Хванчкара, що відрізняється винятково високими органолептичними якостями. Також використовується для виробництва сухих вин та соків.